# Philephedra mimosae
Philephedra mimosae är en insektsart som först beskrevs av Townsend och Cockerell 1898.  Philephedra mimosae ingår i släktet Philephedra och familjen skålsköldlöss. Inga underarter finns listade i Catalogue of Life.